# BD TOPO
La BD Topo  est la seconde composante du Référentiel à grande échelle produit par l'Institut national de l'information géographique et forestière (IGN) français.
La BD Topo est une base de données vectorielles 2D et 3D disponible depuis 2007 sur l'ensemble du territoire français. D'une précision métrique, elle permet une exploitation jusqu'à une échelle de 1/10 000 voire 1/5 000.
Les données proviennent de produits existants (BD Carto, BD Alti, RGE ALTI), de restitution photogrammétrique de la BD Ortho ou de produits externes à l'IGN (Cadastre par exemple).
Les données de la BD Topo sont accessibles en licence ouverte Etalab 2.0 depuis janvier 2021.